# Salicornia perennans
Salicornia perennans är en amarantväxtart som beskrevs av Carl Ludwig von Willdenow. Salicornia perennans ingår i släktet glasörter, och familjen amarantväxter.

## Underarter
Arten delas in i följande underarter:
- S. p. altaica
- S. p. perennans